# セシル・マミート
セシル・マミート（Cecil Mamiit, 1976年6月27日 - ）は、フィリピンの男子テニス選手。アメリカ合衆国ロサンゼルス出身。ATPランキングのシングルス自己最高は72位。

## 来歴
マミートは6歳でテニスを始め、1996年に20歳でプロ転向。1999年にウィニペグで開催されたパンアメリカン競技大会にアメリカ代表として出場し、男子シングルスで準優勝している。
1999年のSAPオープンでマミートは唯一のシングルスの決勝に進出。マーク・フィリプーシスに3-6, 2-6で敗れている。
4大大会は1996年全米オープンで初出場。4大大会は2回戦進出が最高成績である。
2006年よりデビスカップフィリピン代表に選ばれている。ドーハアジア大会ではシングルス、ダブルスで銅メダルを獲得している。
マミートは2012年5月にアメリカのITF男子サーキット出場したのを最後に公式試合から遠ざかっている。

## ATPツアー決勝進出結果

### シングルス: 1回 (0勝1敗)
| 大会グレード                                  |
| グランドスラム (0-0)                          |
| テニス・マスターズ・カップ (0-0)              |
| ATPマスターズシリーズ (0-0)                   |
| ATPインターナショナルシリーズ・ゴールド (0-0) |
| ATPインターナショナルシリーズ (0–1)           |

| サーフェス別タイトル |
| ハード (0-1)         |
| クレー (0-0)         |
| 芝 (0-0)             |
| カーペット (0-0)     |

| 結果   | No. | 決勝日       | 大会     | サーフェス    | 対戦相手               | スコア   |
| ------ | --- | ------------ | -------- | ------------- | ---------------------- | -------- |
| 準優勝 | 1.  | 1999年2月8日 | サンノゼ | ハード (室内) | マーク・フィリプーシス | 3-6, 2-6 |

## 4大大会シングルス成績
略語の説明
| W | F | SF | QF | #R | RR | Q# | LQ | A | Z# | PO | G | S | B | NMS | P | NH |

W=優勝, F=準優勝, SF=ベスト4, QF=ベスト8, #R=#回戦敗退, RR=ラウンドロビン敗退, Q#=予選#回戦敗退, LQ=予選敗退, A=大会不参加, Z#=デビスカップ/BJKカップ地域ゾーン, PO=デビスカップ/BJKカッププレーオフ, G=オリンピック金メダル, S=オリンピック銀メダル, B=オリンピック銅メダル, NMS=マスターズシリーズから降格, P=開催延期, NH=開催なし.
| 大会           | 1994 | 1995 | 1996 | 1997 | 1998 | 1999 | 2000 | 2001 | 2002 | 2003 | 2004 | 2005 | 2006 | 通算成績 |
| -------------- | ---- | ---- | ---- | ---- | ---- | ---- | ---- | ---- | ---- | ---- | ---- | ---- | ---- | -------- |
| 全豪オープン   | A    | A    | A    | LQ   | A    | 2R   | 1R   | 2R   | 1R   | 1R   | 1R   | LQ   | LQ   | 2–6      |
| 全仏オープン   | A    | A    | A    | LQ   | LQ   | 1R   | LQ   | 2R   | 2R   | 1R   | LQ   | LQ   | LQ   | 2–4      |
| ウィンブルドン | A    | A    | A    | LQ   | A    | 1R   | A    | 1R   | 1R   | LQ   | LQ   | A    | LQ   | 0–3      |
| 全米オープン   | LQ   | LQ   | 1R   | 1R   | LQ   | 2R   | 1R   | LQ   | LQ   | LQ   | LQ   | LQ   | LQ   | 1–4      |